# 南海電気鉄道の車両形式
南海電気鉄道の車両形式（なんかいでんきてつどうのしゃりょうけいしき）では、南海電気鉄道の有史以来の鉄道車両について記す。
軌道線車両については、阪堺電気軌道及び南海和歌山軌道線の項目を参照。

## 概説
現在の南海の車両は、一部を除いて、関東地方にある東急車輛製造→総合車両製作所横浜事業所（神奈川県横浜市金沢区）で製造されているのが最大の特徴である。これは、旧帝國車輛工業時代からの取引関係であるとされるほか、6000系以降のオールステンレス車両がライセンスの関係上、長らく東急車輛以外では製造できなかったことによる。なお、近畿車輛への発注は7100系以来40年あまり途切れていたが、2015年に登場した8300系で再開されている。
南海の車両は大きく特急車両と一般車両に分かれ、両者が併結した列車が存在する（特急「サザン」）。また、一般車両は4扉車と2扉車に分かれ、後者は山岳線区の直通に対応した「ズームカー」と呼ばれる。
高野線の4扉車は1962年という早い時期からステンレス車体を採用する一方、南海線は普通鋼車体という作り分けが長く続き、南海線でステンレス車体が採用されたのは1985年の9000系からであった。また、南海線は105km/h以上の高速運転を行う一方、高野線では南部に連続勾配区間が存在するため、走行する路線環境に特化して車両の性能を決定することが長らく続いた。この障壁が解消した後に登場したのが1000系（2代）であり、これ以降の新型車両（ズームカー除く）は両線での使用を前提に設計されるようになった。また、それ以前に設計されていた2000系ズームカーも、2000年代後半の運用変更により現在では両線で運行されるようになったほか、泉北高速鉄道線所属だった3000系を譲受して南海線に転用した例では、保有会社は違えど結果的に両線を走行する車両となった。
幹線で営業運転を行う場合は、故障対策として単独運転または併結運転により主要機器を二重に装備した編成で運行する。この内規によれば故障時にダイヤの乱れを防止できる利点がある反面、車両運用に大幅な制約が生じる（制約の一例として、6200系や9000系、更新後の7000系（初代）などでは編成に1台しかない機器があり、4両編成での単独運用ができなかった。）。このため2300系以降の新造車両や機器更新車両（VVVF化後の6200系・9000系）では主要機器が二重系化されており、後者にあっては4両単独での運用制限が解消されている。
制御装置はほぼすべて日立製作所（2300系のみ東洋電機製造、初代8000系と8200系は三菱電機）のものが、主電動機には三菱電機または東洋電機製造のものが採用されている。また、台車は主に住友金属工業（現・日本製鉄）のものが採用されているが、2022年以降は近畿車輛製の台車を装備した車両も登場している。東急車輛製についてはパイオニアIII形の実績がある。
なお、以上の説明は現役の車両を中心に据えたものであり、過去の車両には当てはまらないことに留意されたい。

## 特急車両
- 南海線系統
  - 50000系 - ラピート
  - 10000系 - サザン
  - 12000系 - サザン・プレミアム
- 高野線系統
  - 31000系 - こうや・りんかん（ズームカー）
  - 30000系 - こうや・りんかん（ズームカー）
  - 11000系 - りんかん・泉北ライナー
  - 12000系 - 泉北ライナー（泉北ライナー車両の検査代走時のみ高野線に貸出の上で運用）
- 泉北線系統
  - 12000系 - 泉北ライナー（元泉北高速鉄道車・20番代）

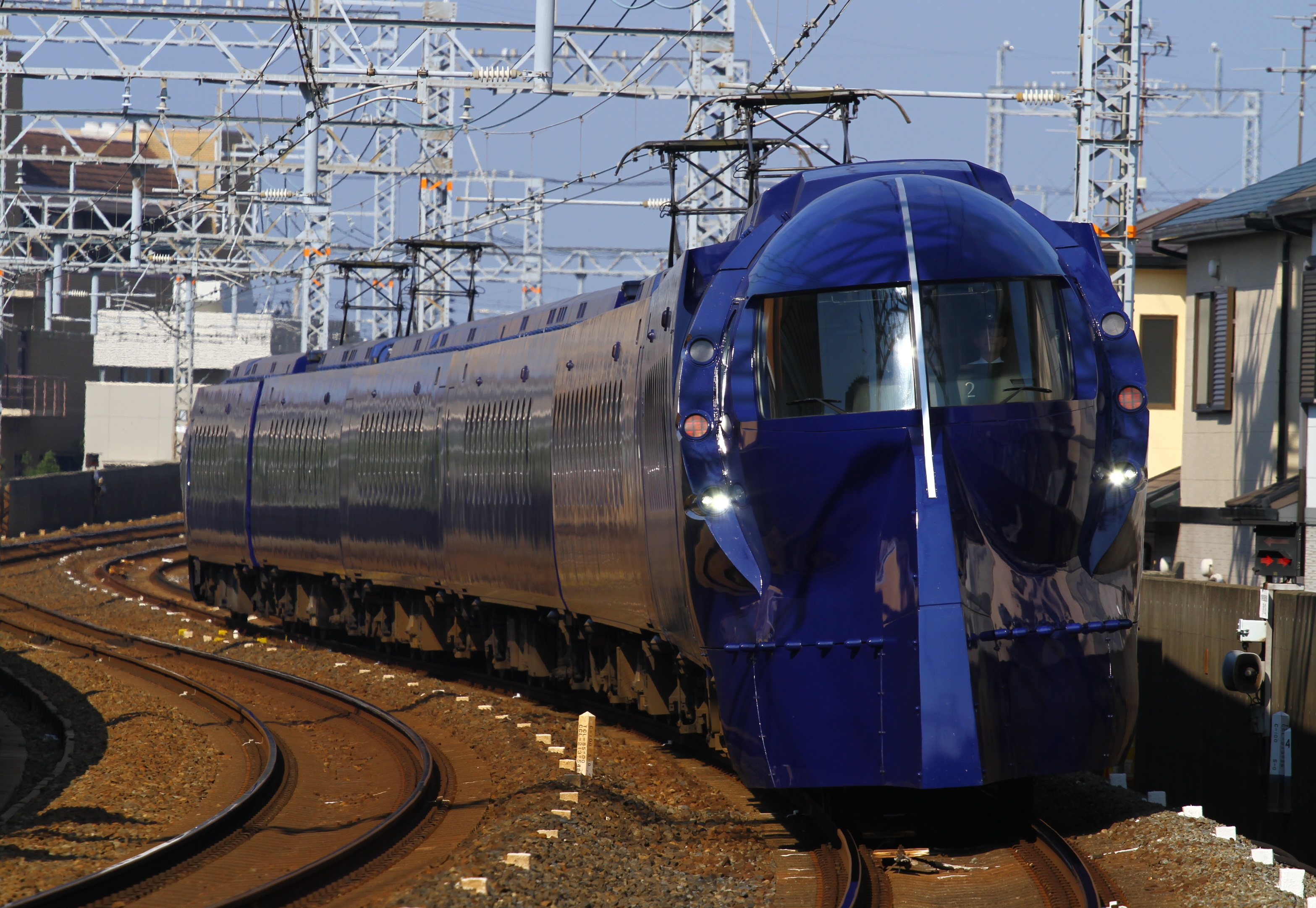
50000系「ラピート」
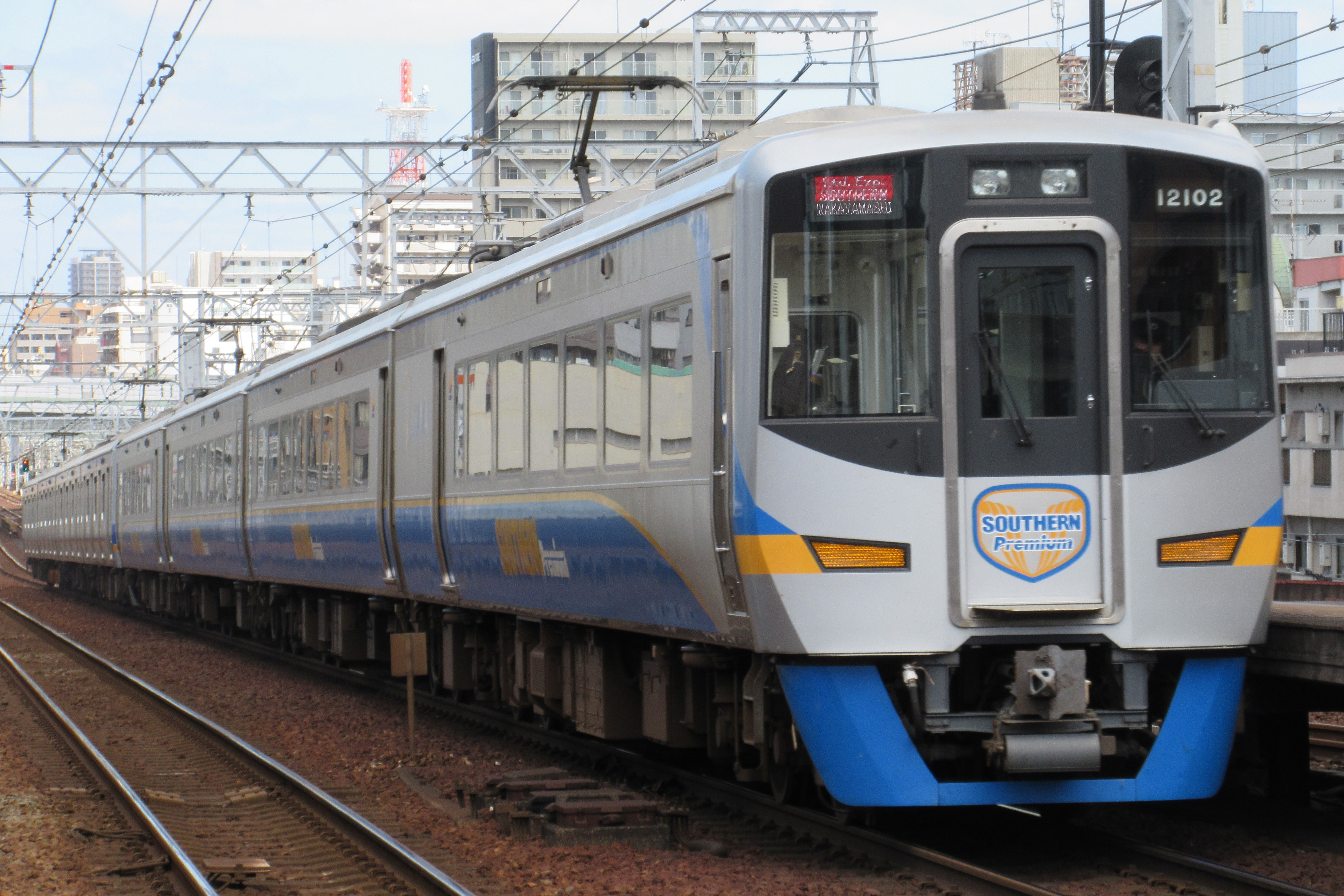
12000系「サザン・プレミアム」
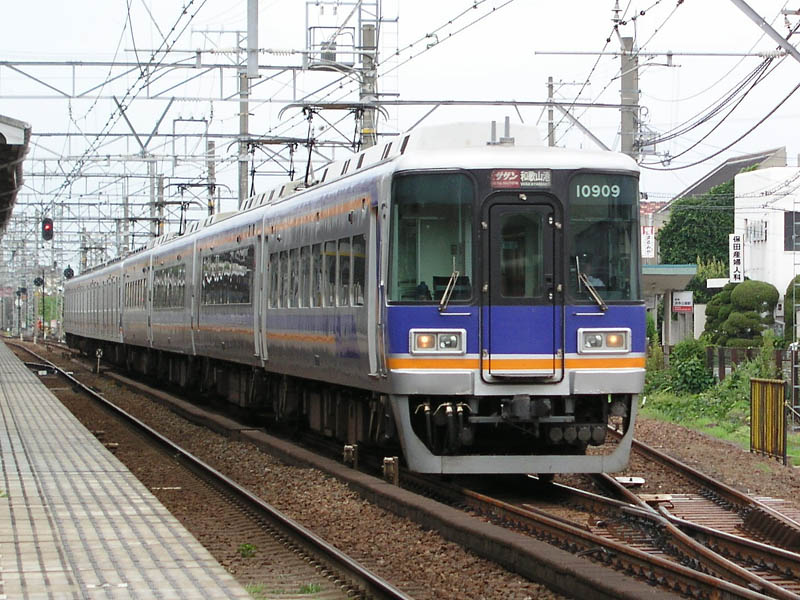
10000系「サザン」
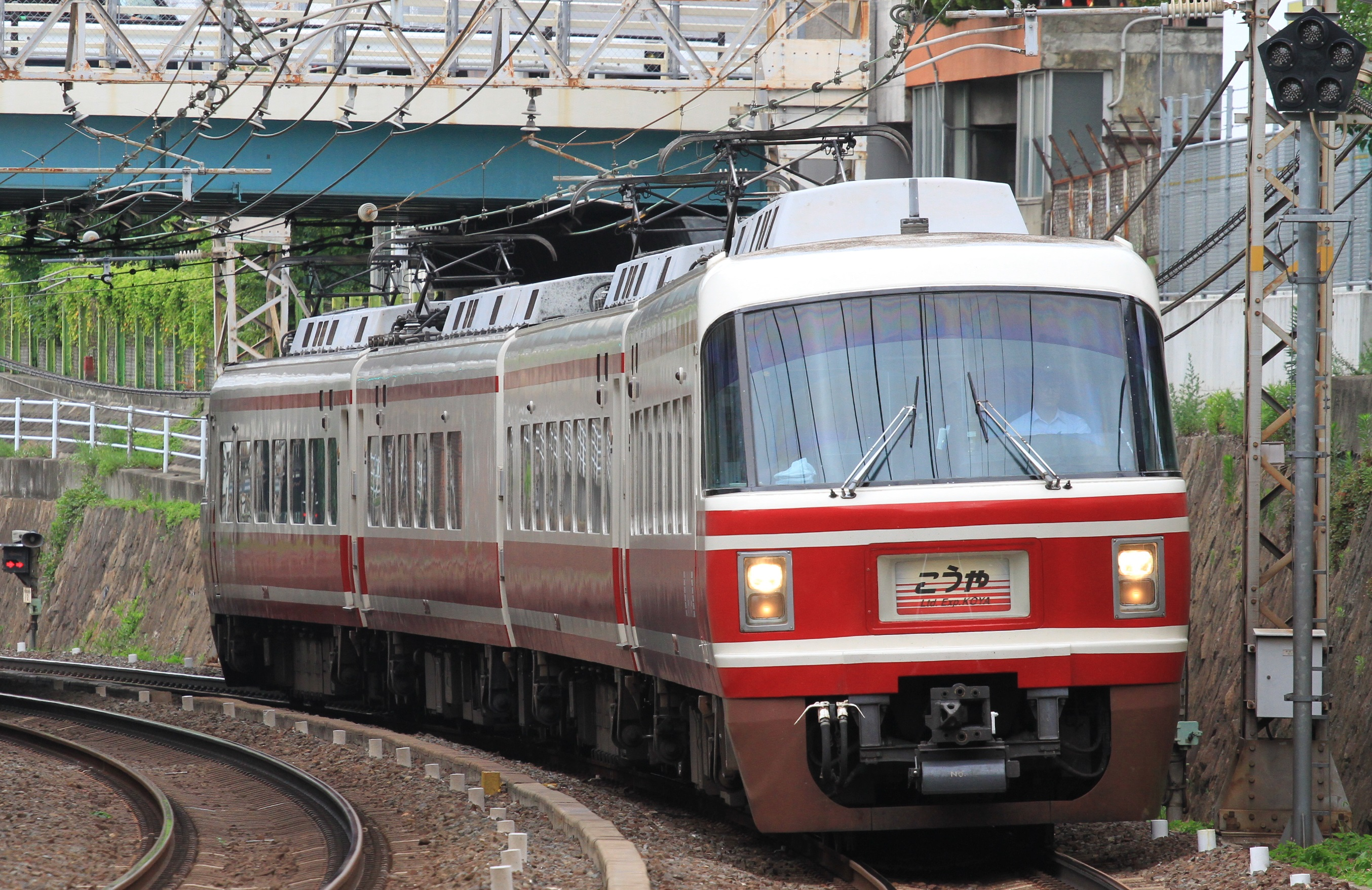
30000系「こうや」
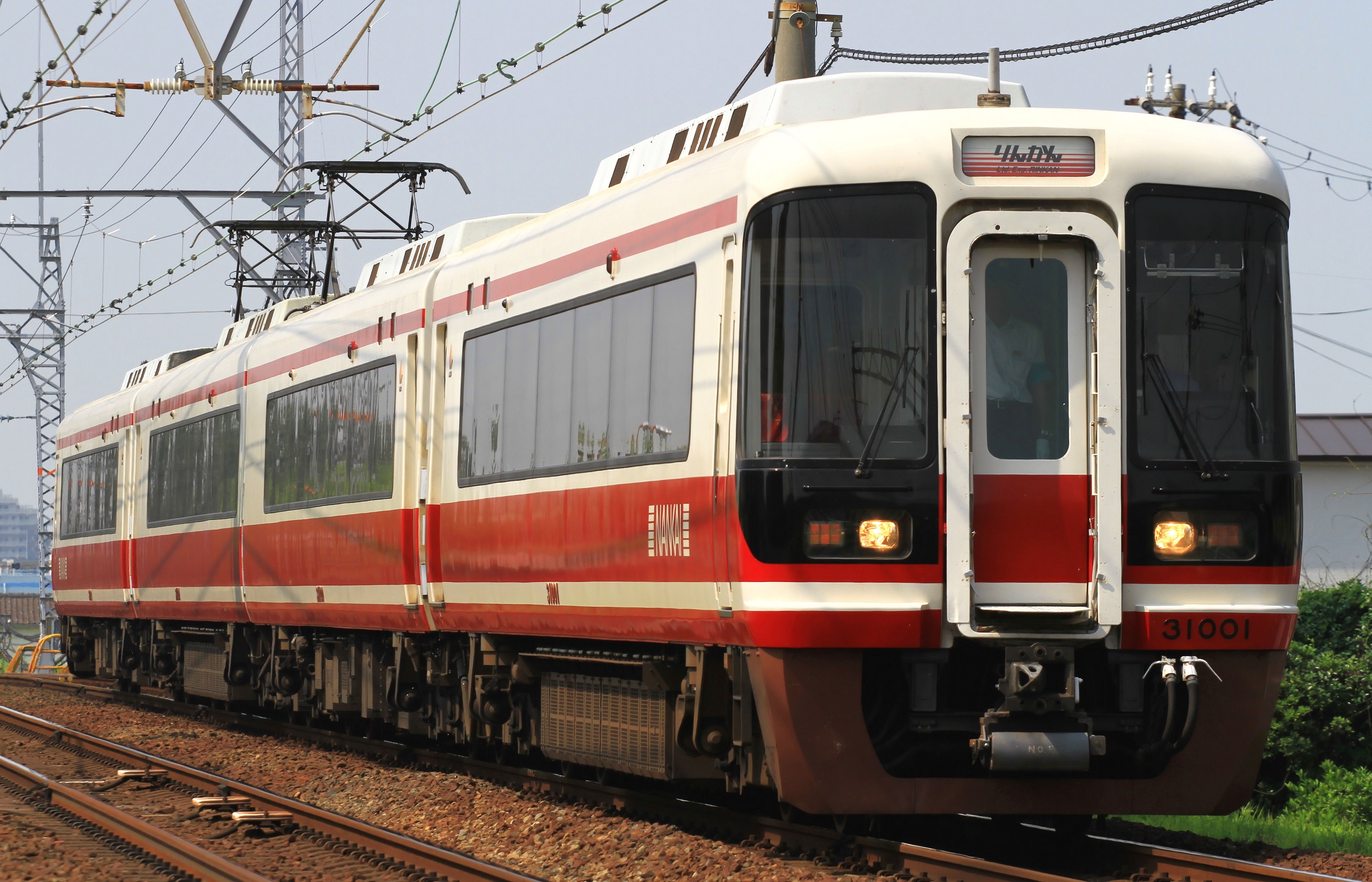
31000系「りんかん」
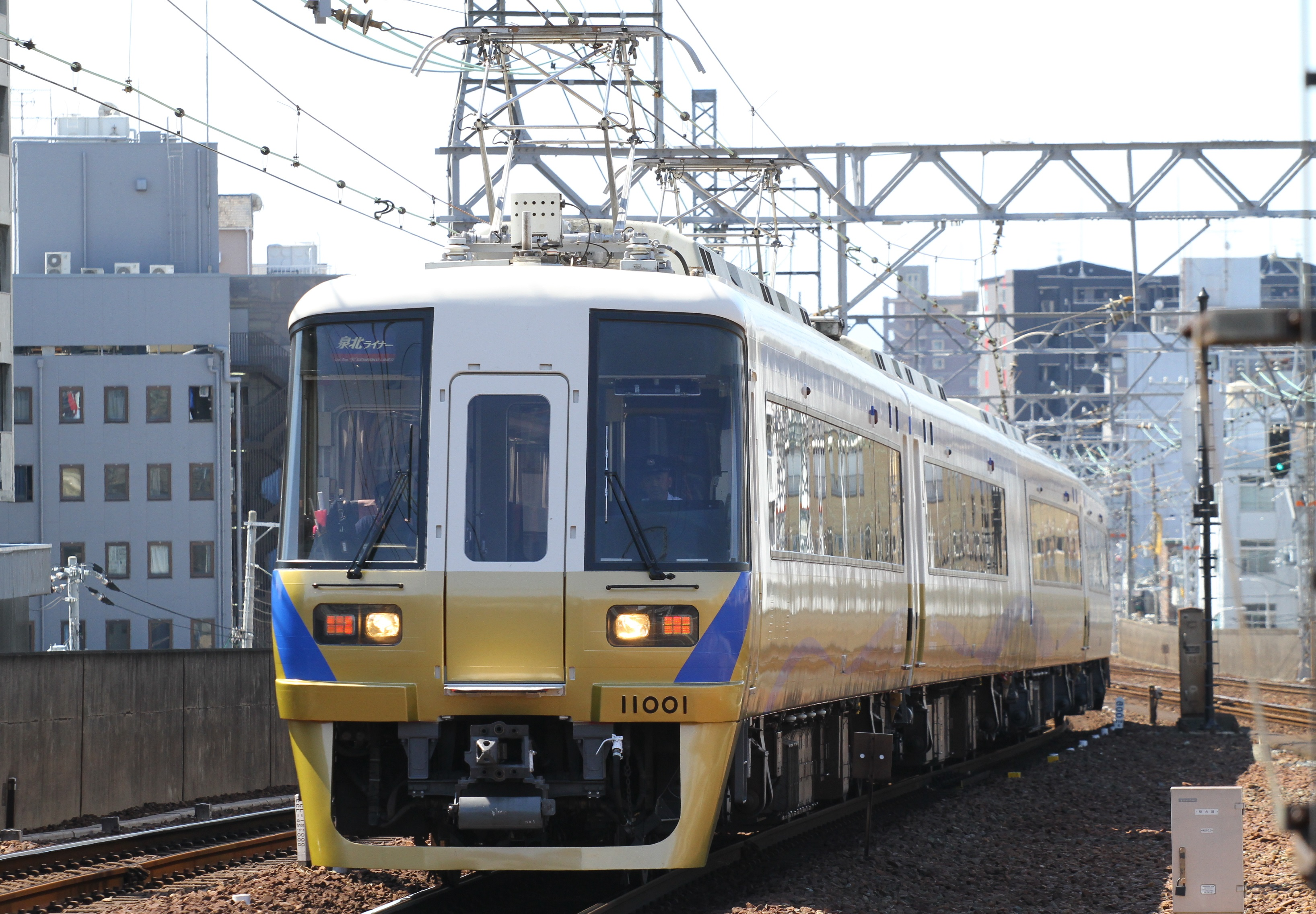
11000系「泉北ライナー」
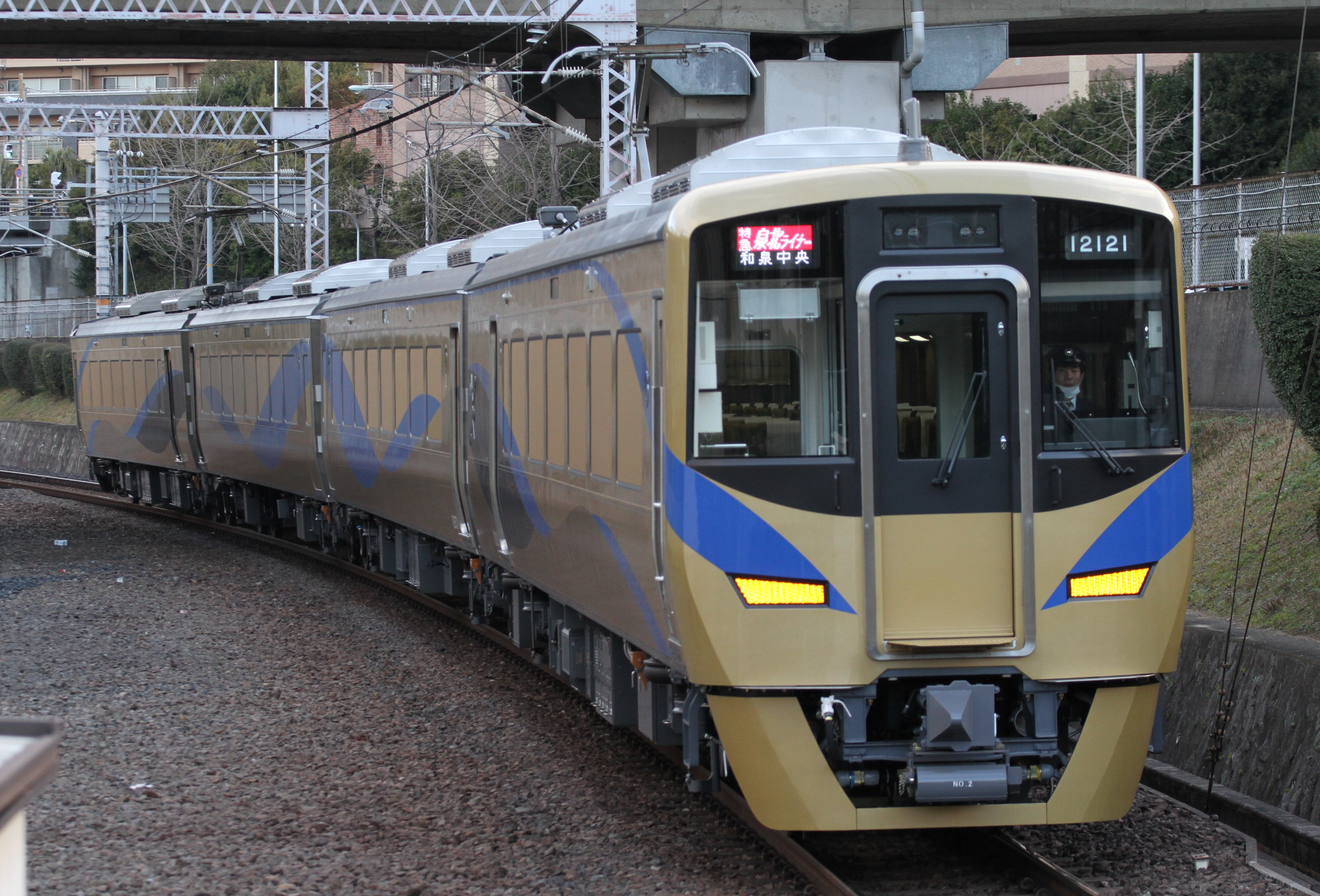
12000系「泉北ライナー」

## 一般車両（通勤形車両）
南海では通勤形車両を一般車両として分類している。

### 南海線系統
- 8300系
- 8000系 (2代)
- 1000系 (2代)
- 2000系（ズームカー、支線で運用）
- 9000系
- 3000系（旧・大阪府都市開発3000系を譲受）
- 7100系（一部は支線用）

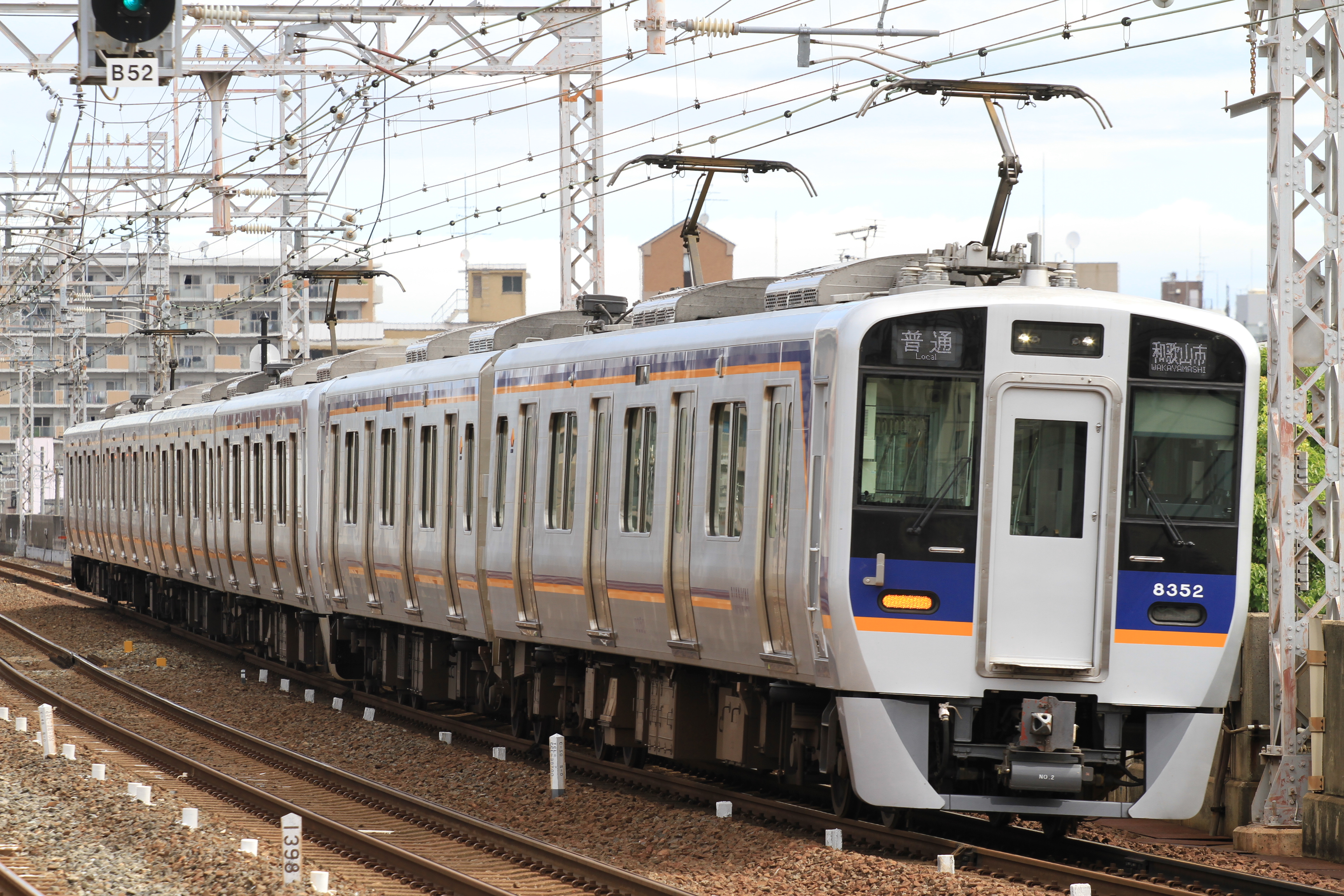
8300系
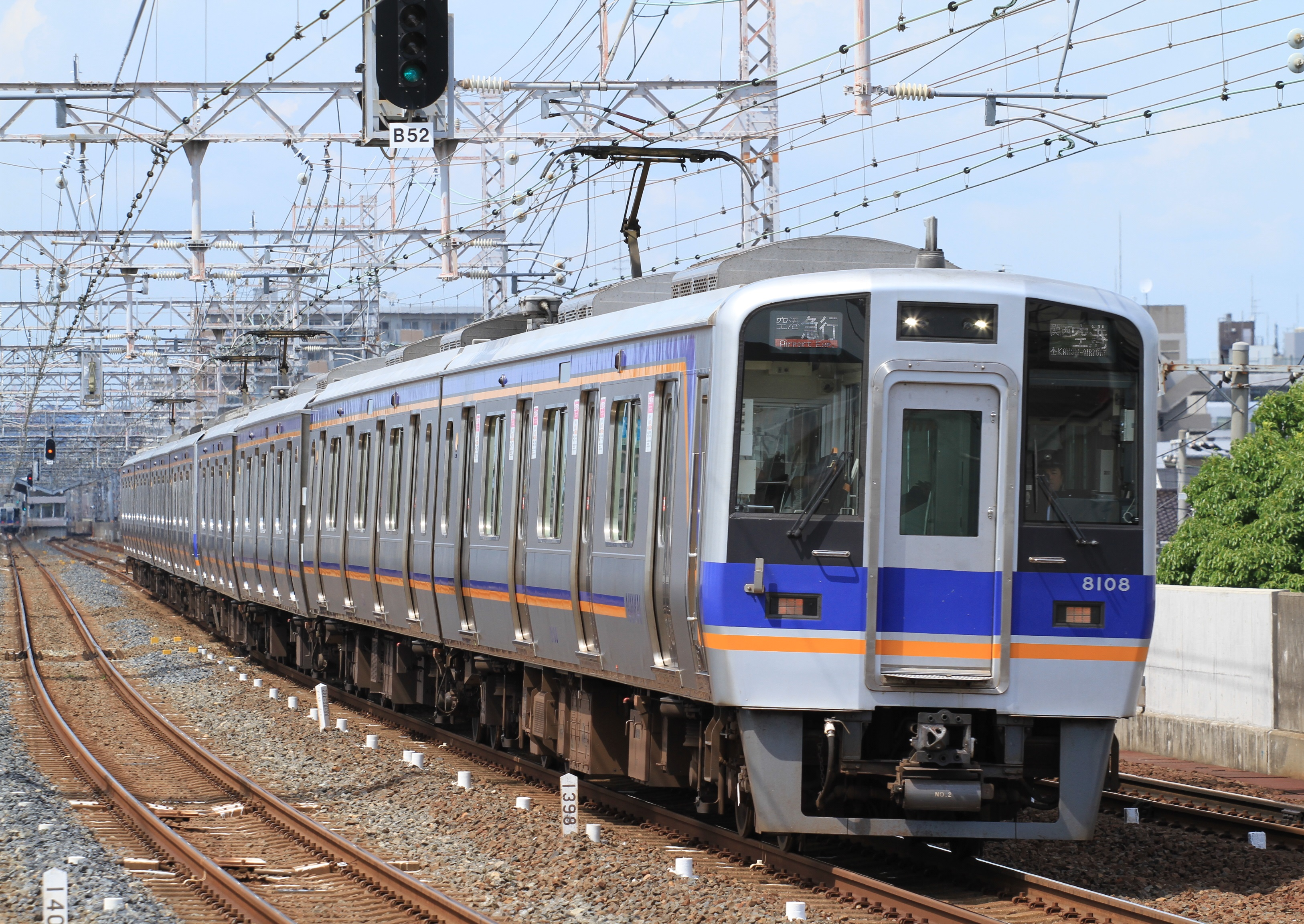
8000系 (2代)
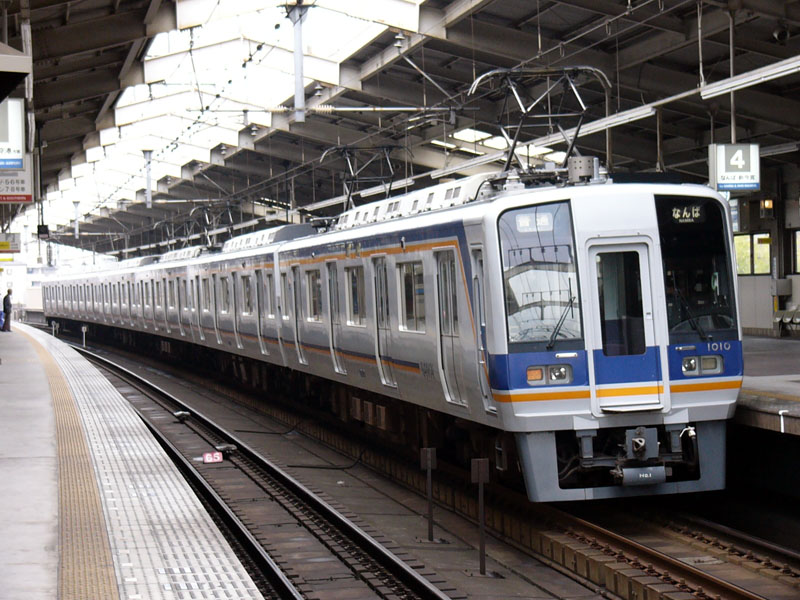
1000系 (2代)
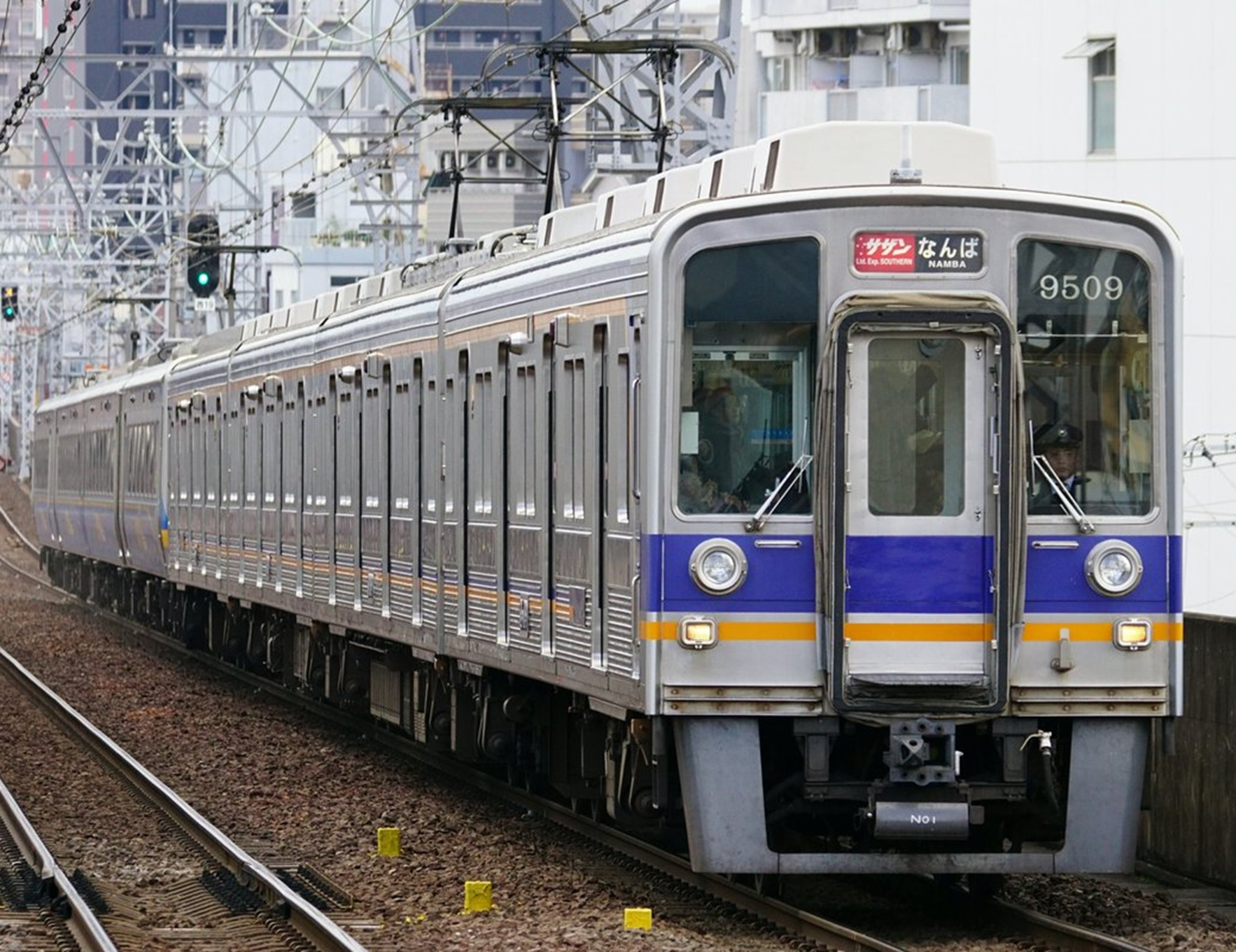
9000系
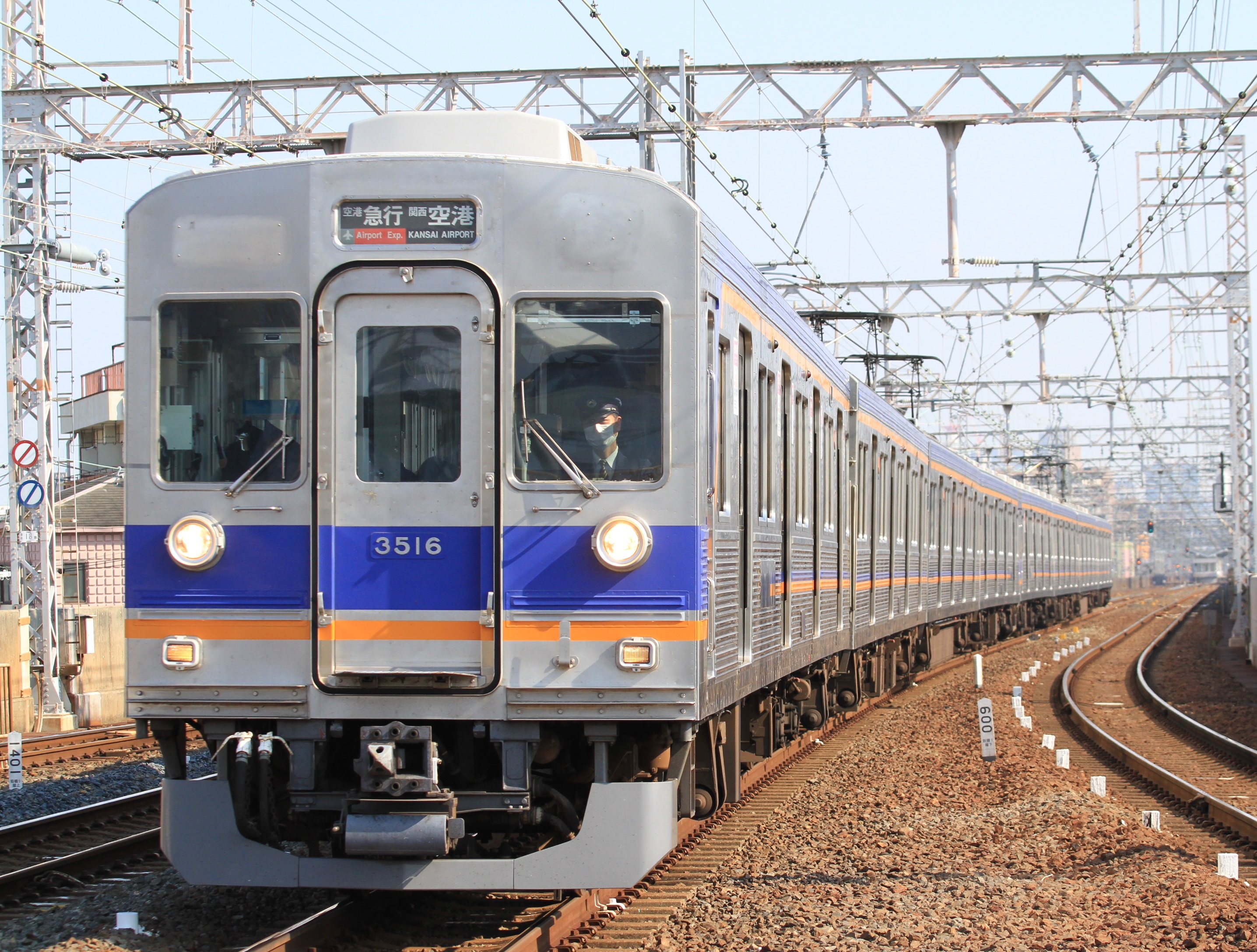
3000系
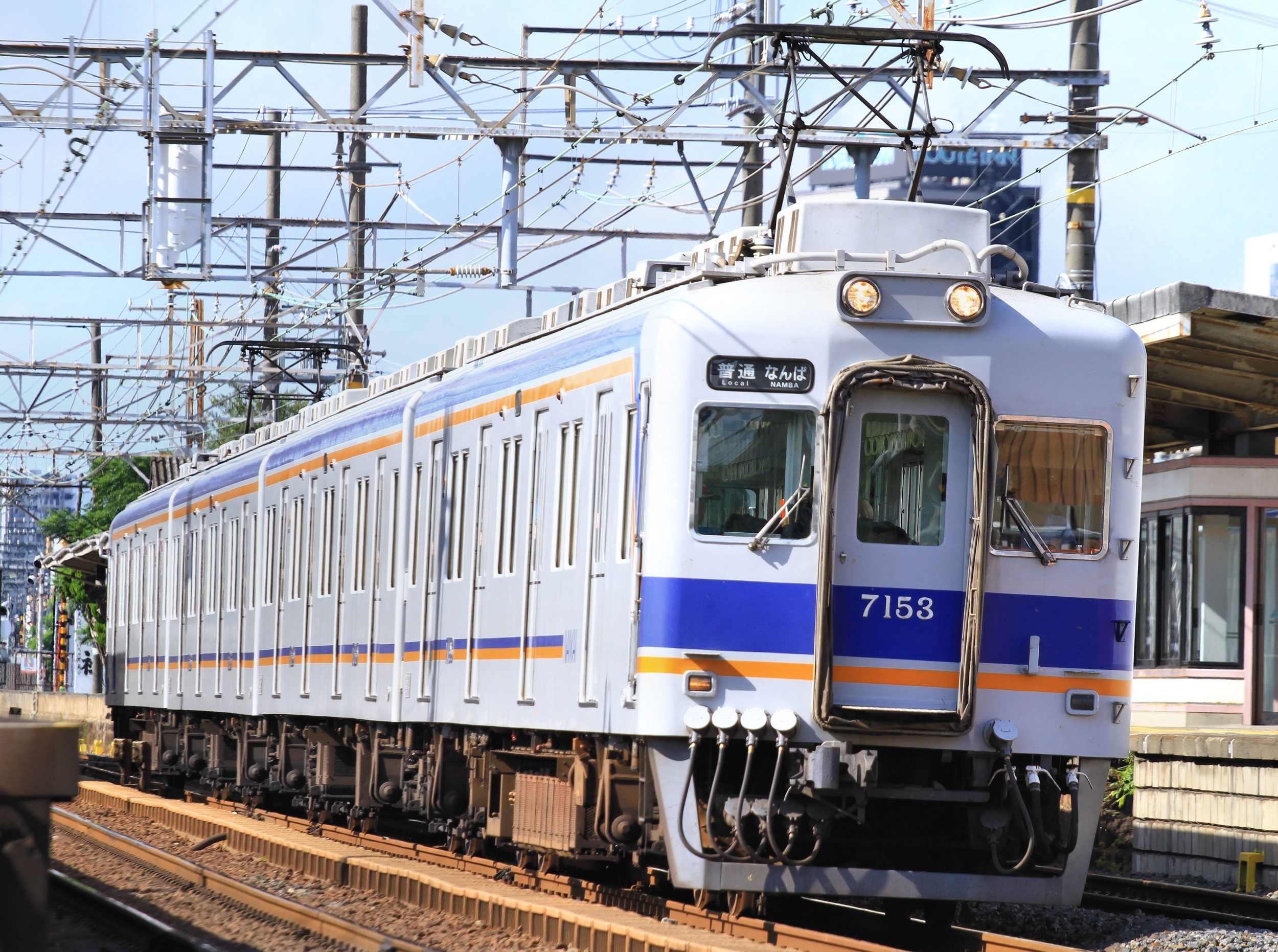
7100系

### 高野線系統
- 8300系
- 8000系 (2代)
- 2300系（ズームカー）
- 2000系（ズームカー）
- 6200系50番台
- 6200系
- 6300系
- 2200系（観光列車「天空」）
- 6000系

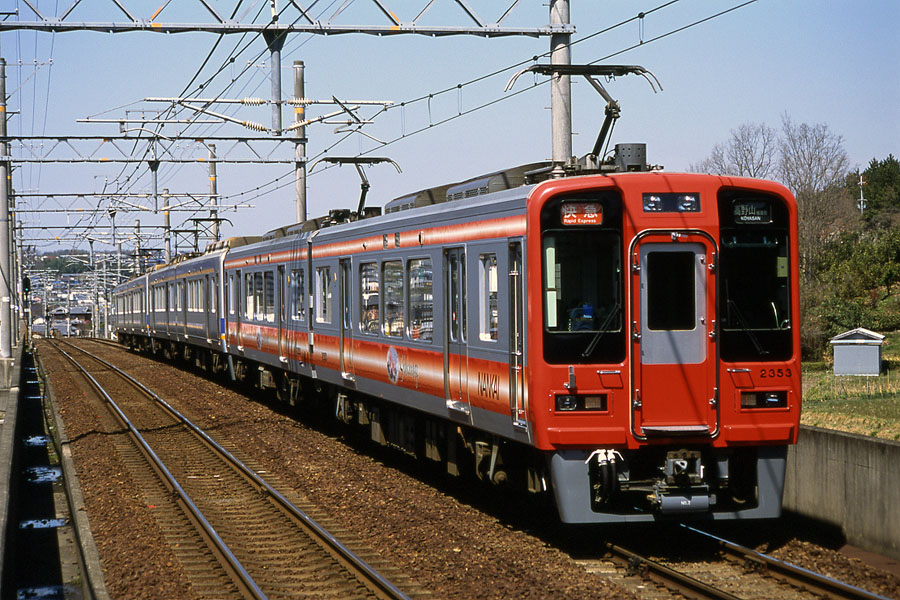
2300系
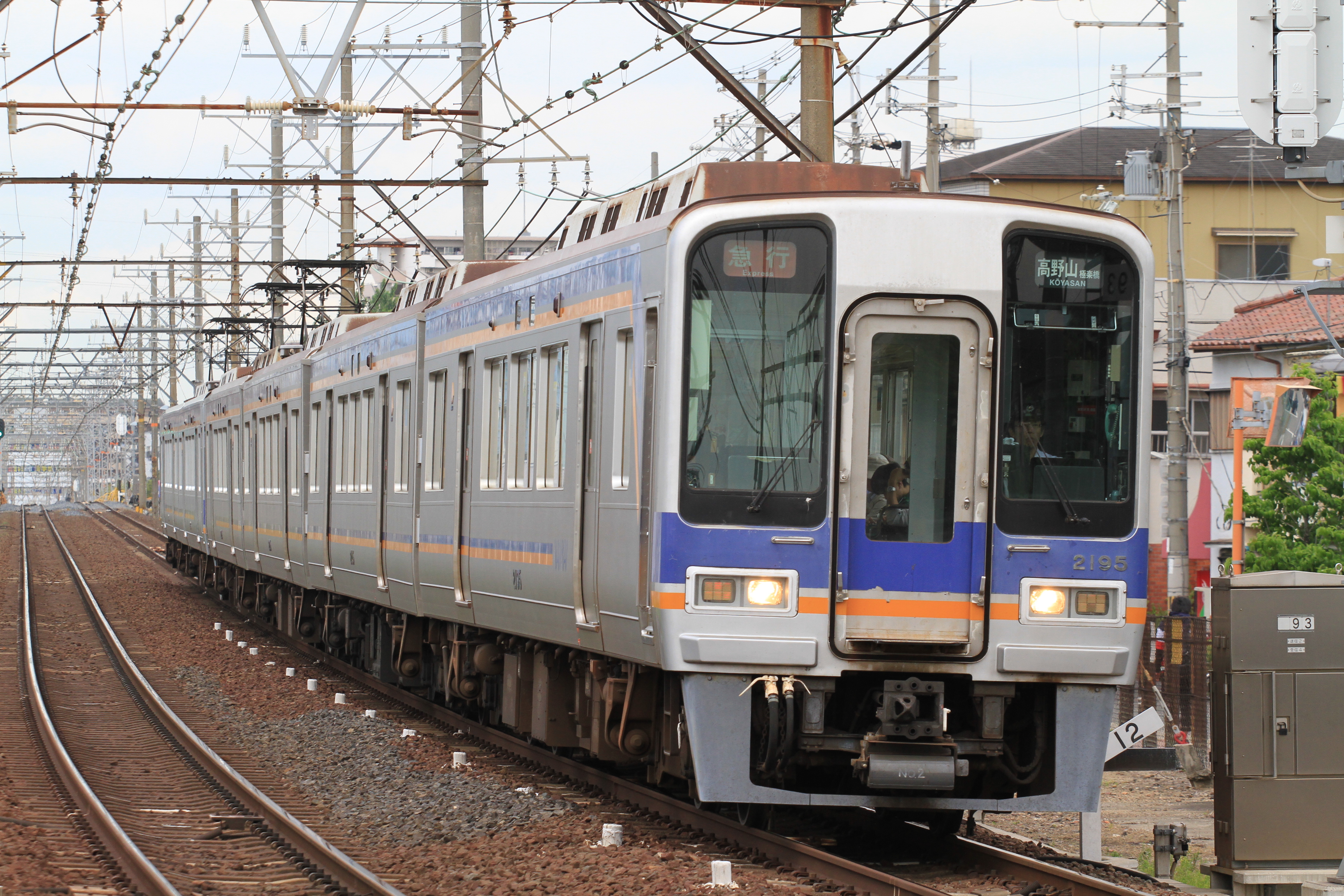
2000系
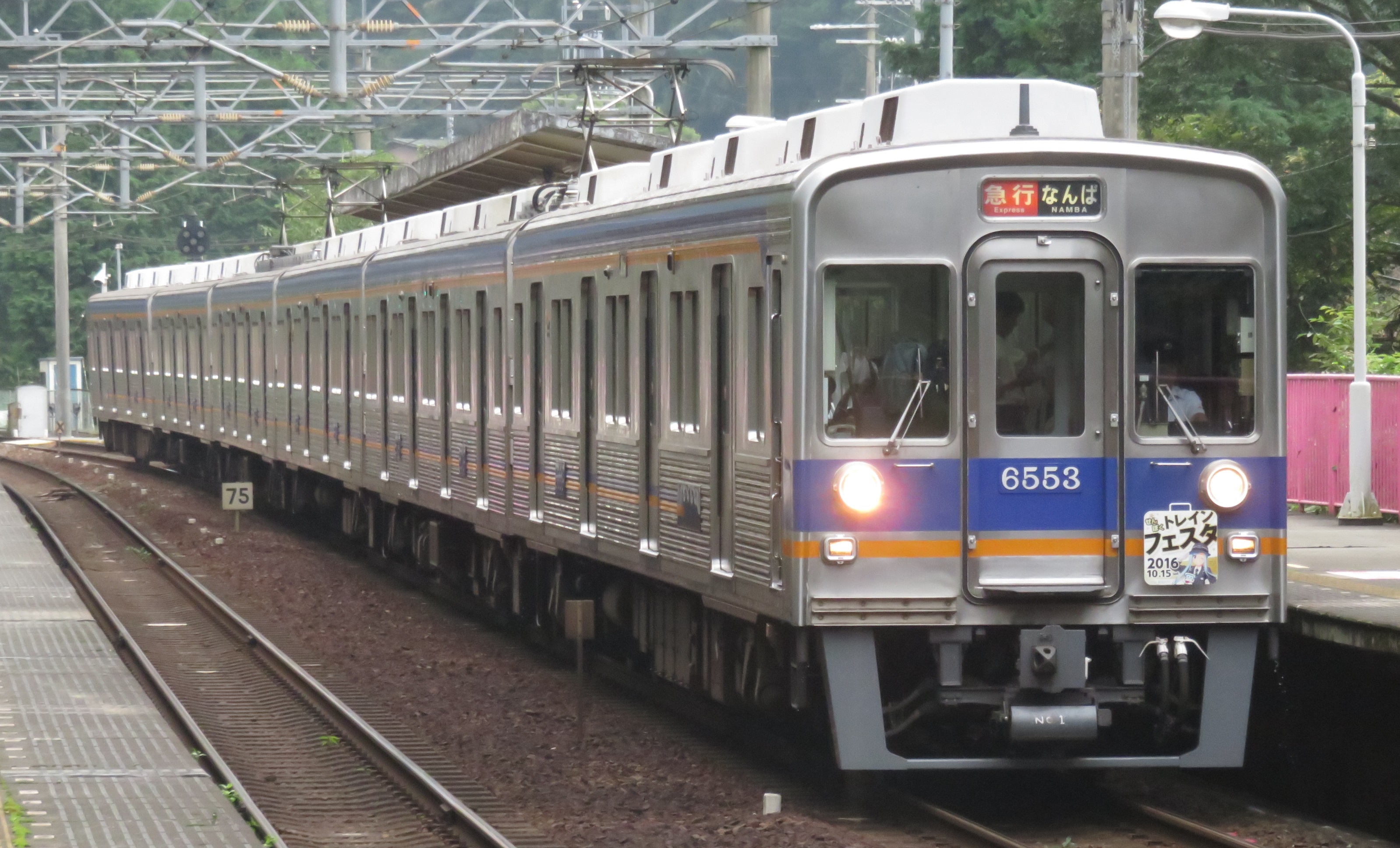
6200系50番台
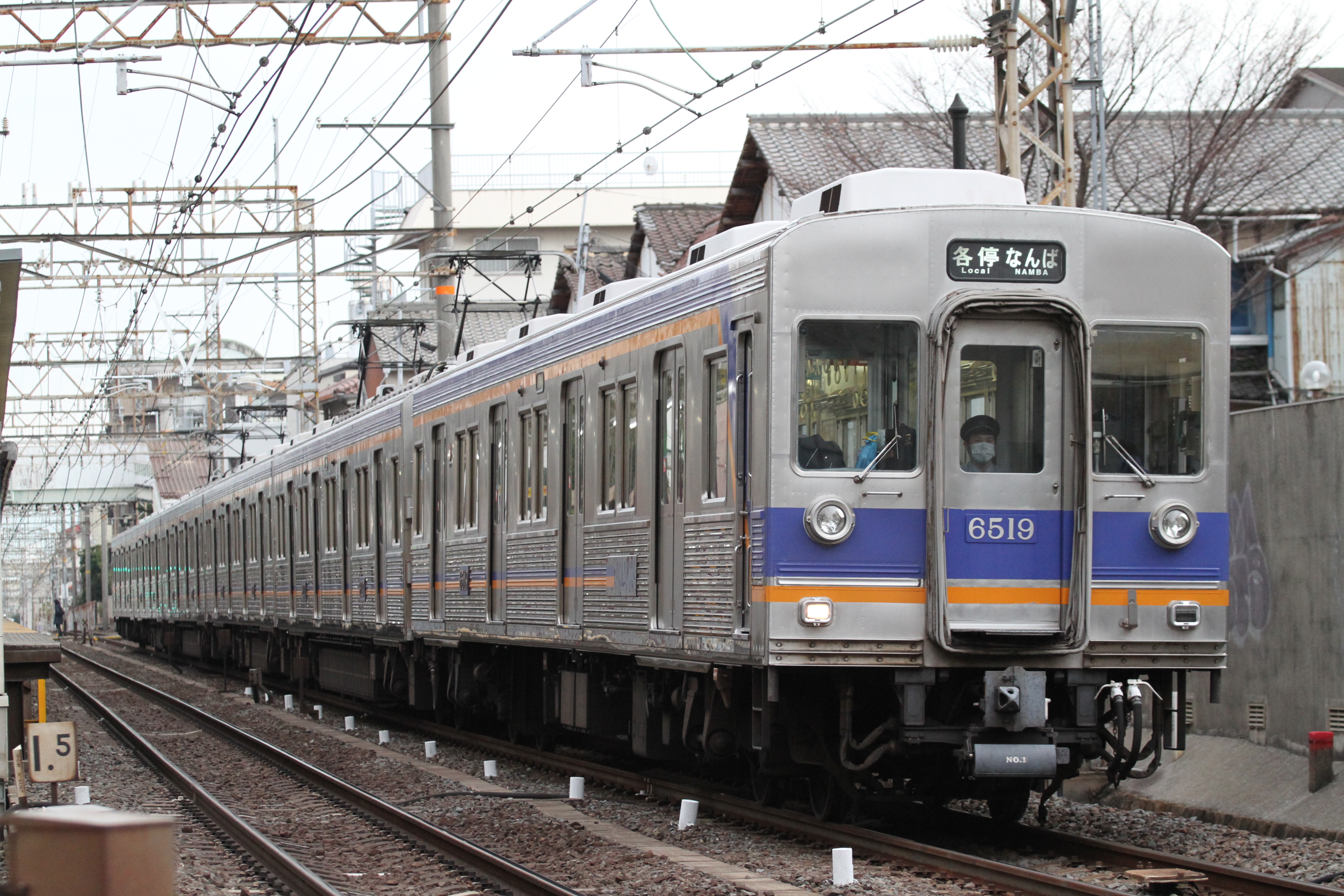
6200系
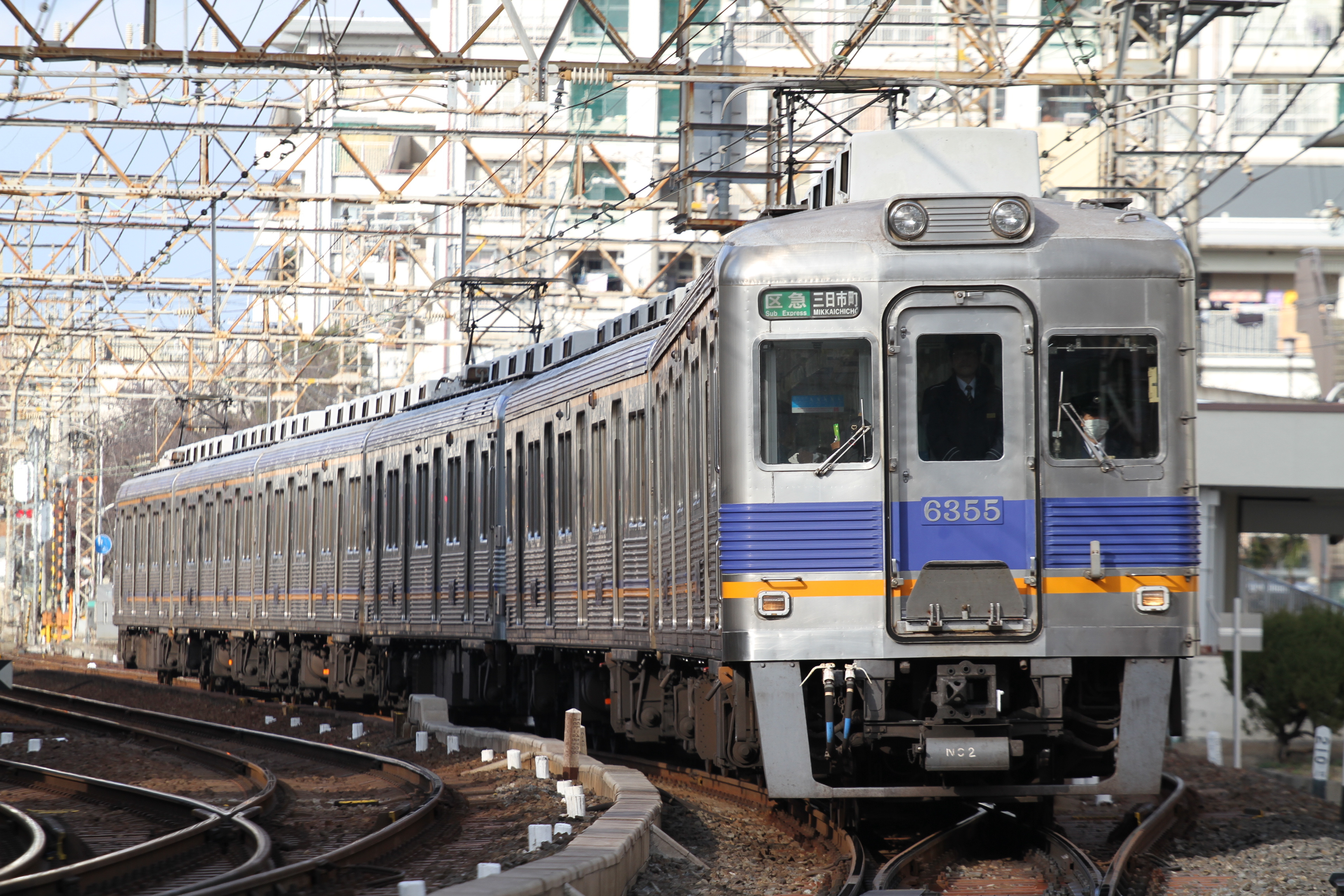
6300系
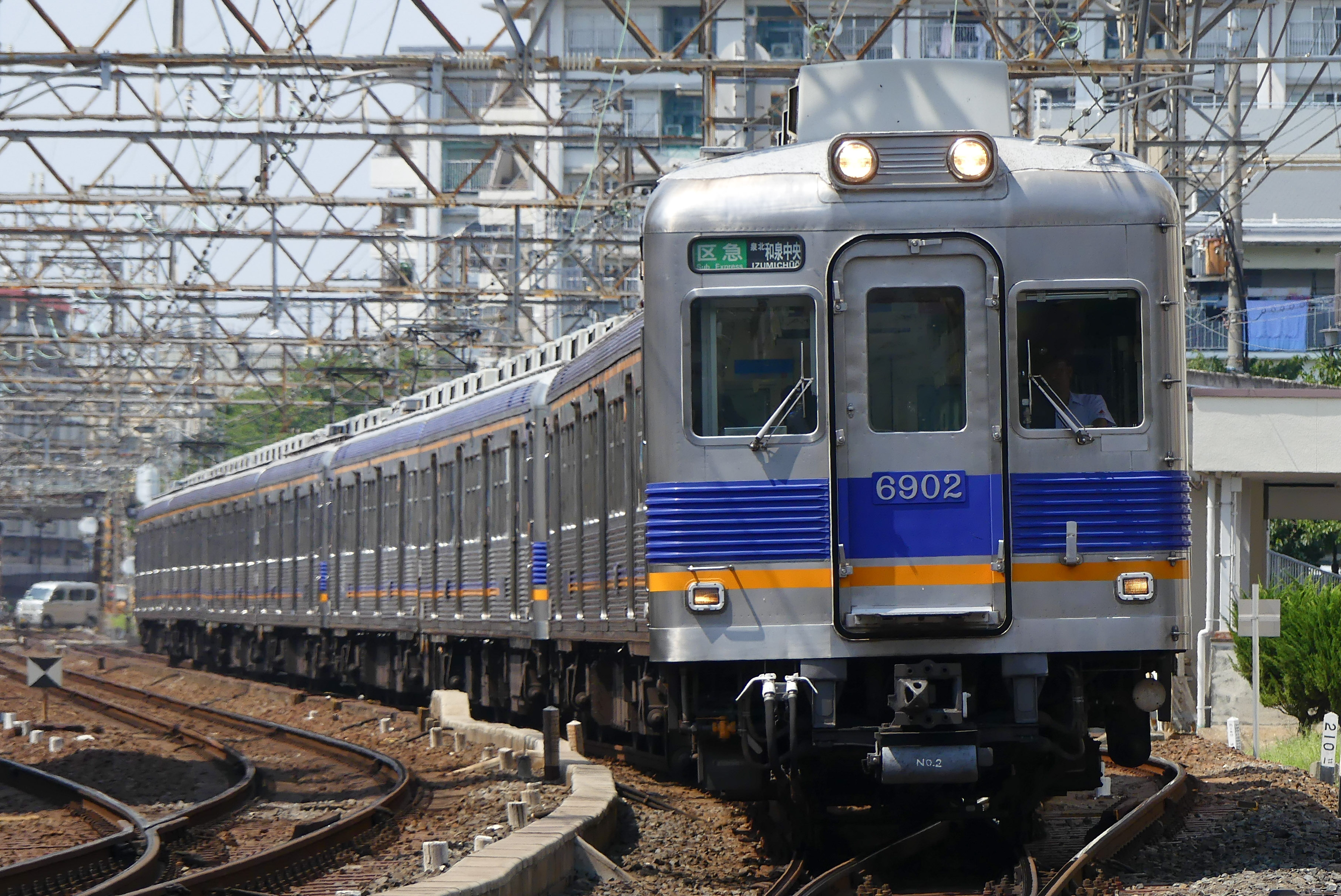
6000系

### 泉北線系統
- 9300系
- 7020系
- 7000系（2代）（旧・大阪府都市開発→泉北高速鉄道。2010年代まで在籍していた7000系（初代）とは無関係）
- 5000系
- 3000系（旧・大阪府都市開発→泉北高速鉄道。同社との合併により、合併以前に南海3000系として譲渡された車両以外も改めて南海が所有することとなった）

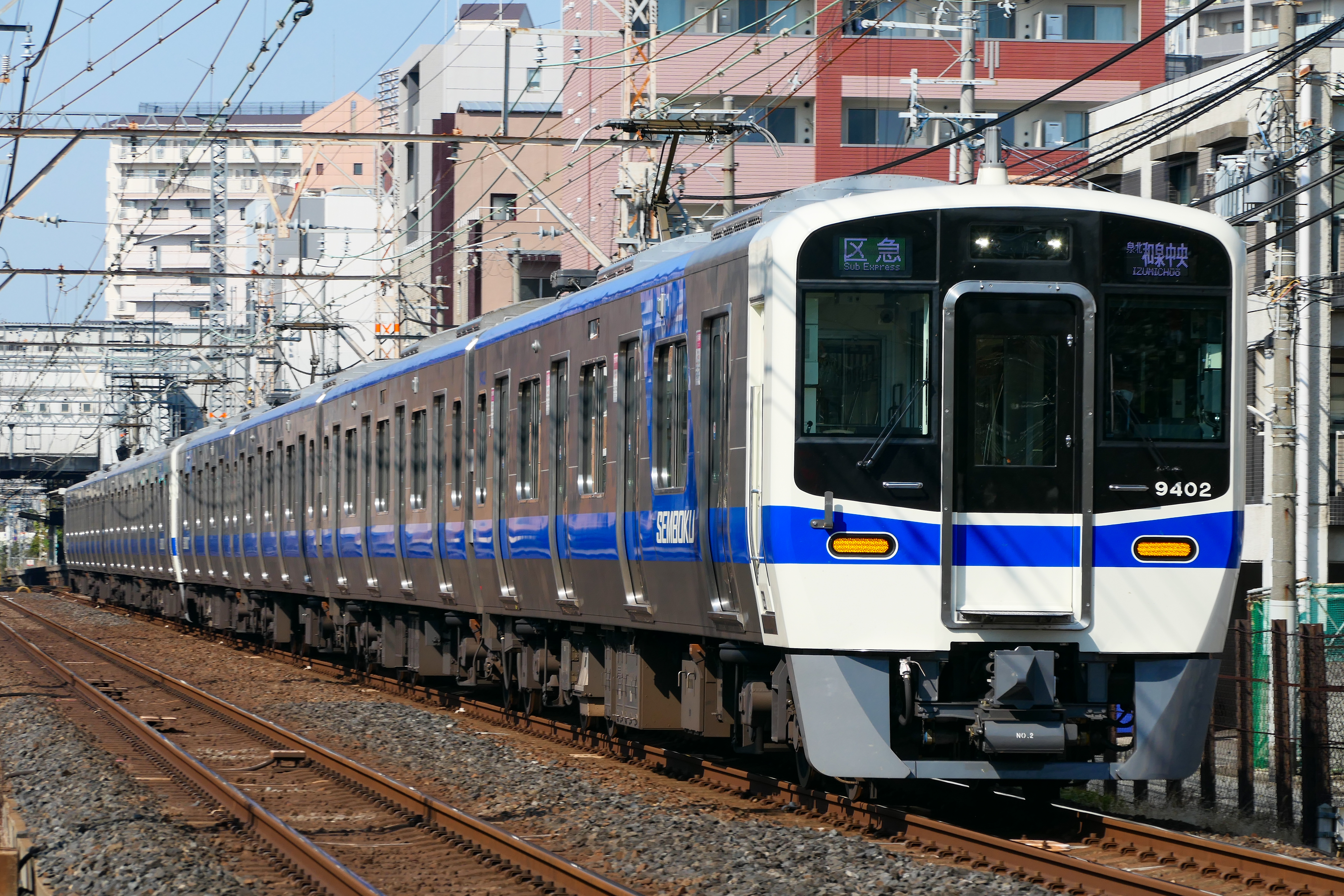
9300系
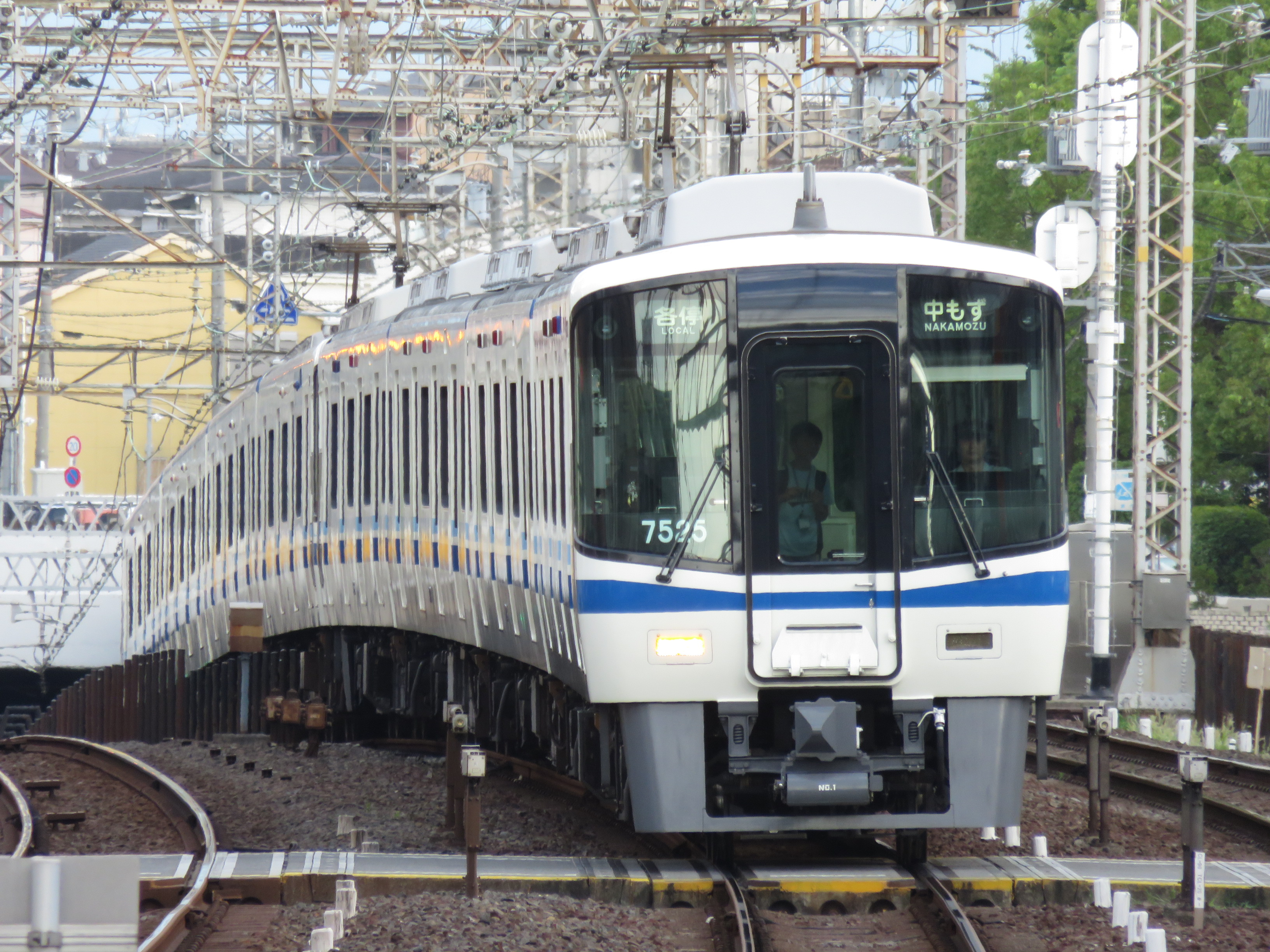
7020系
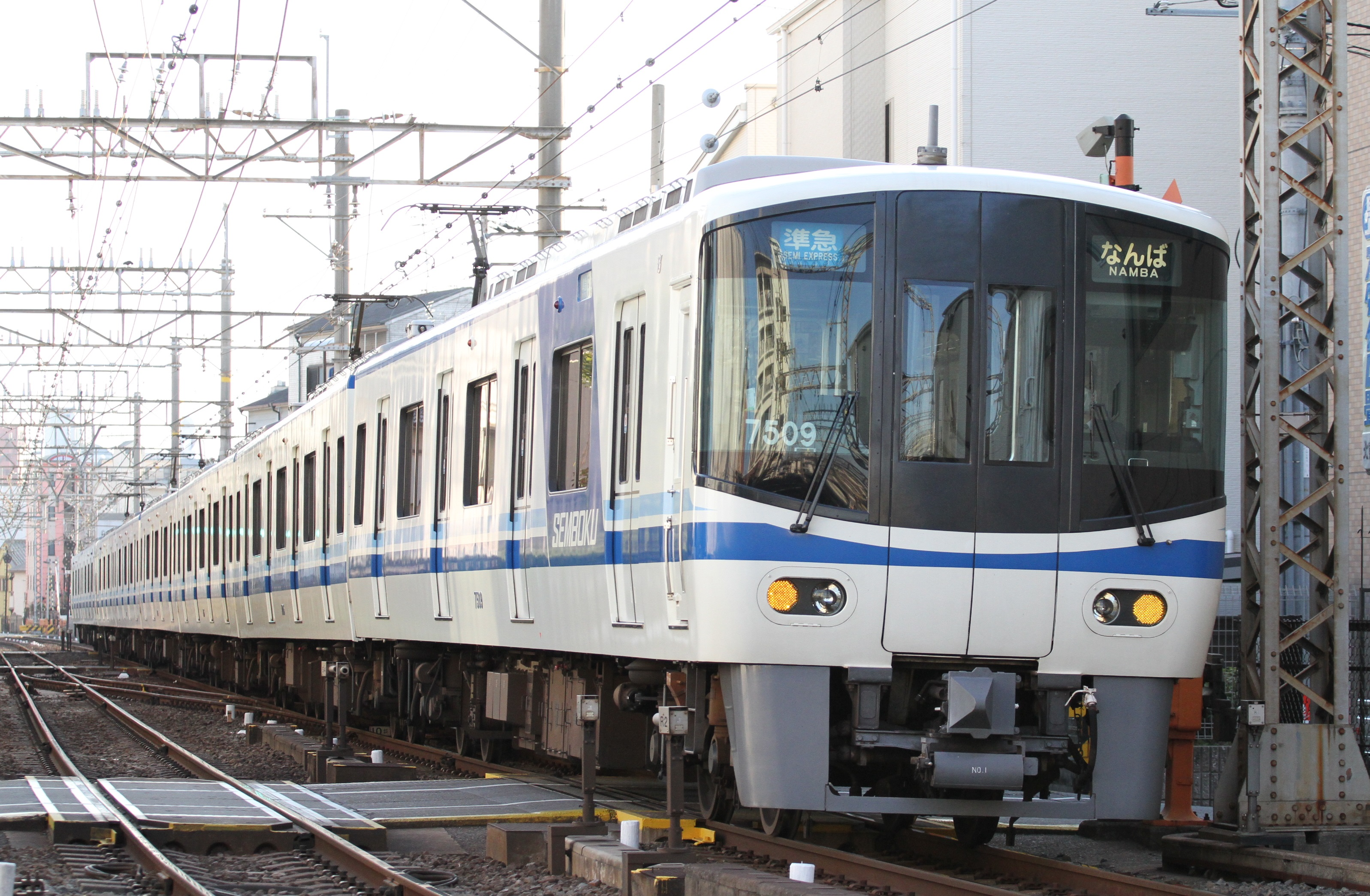
7000系 (2代)
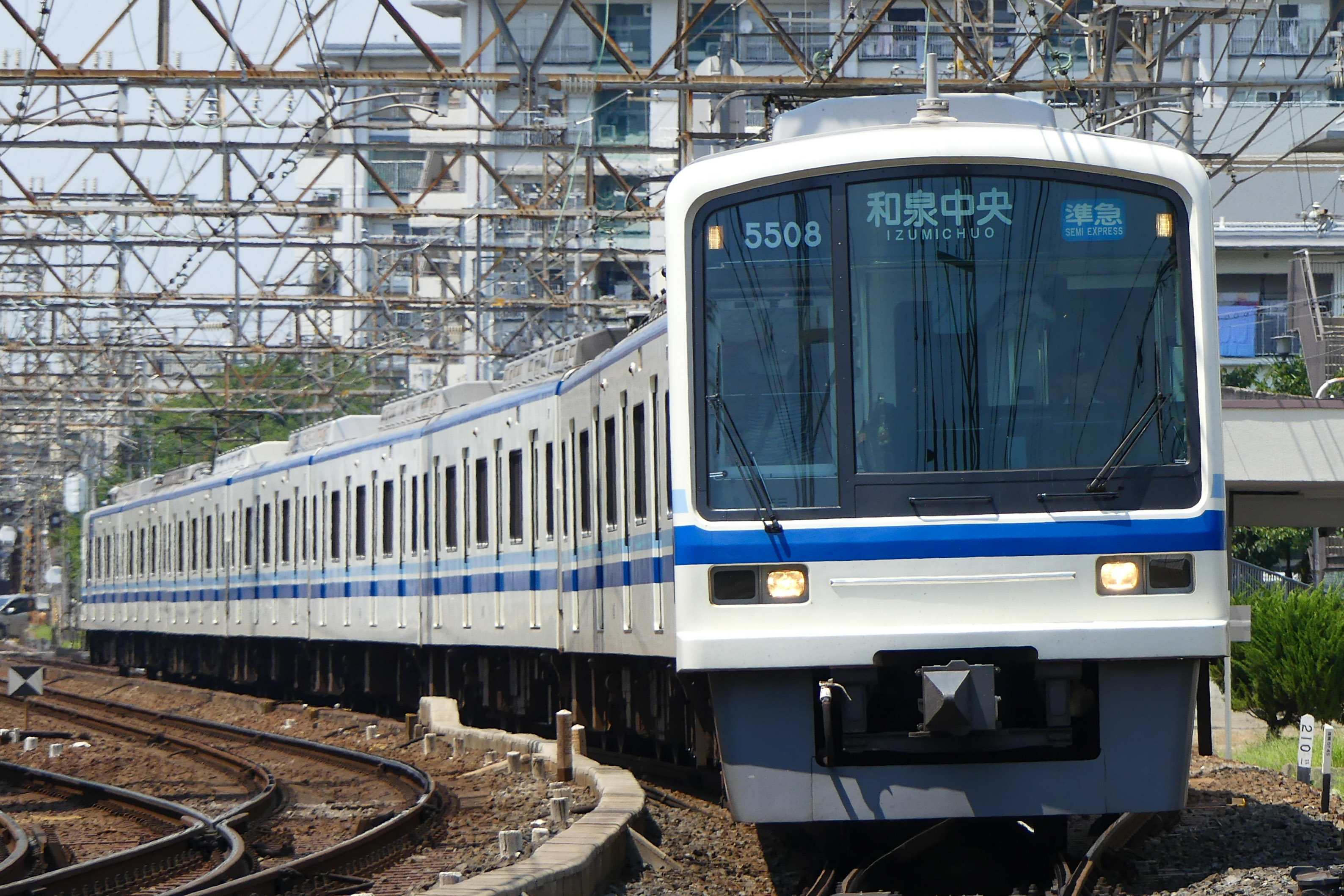
5000系
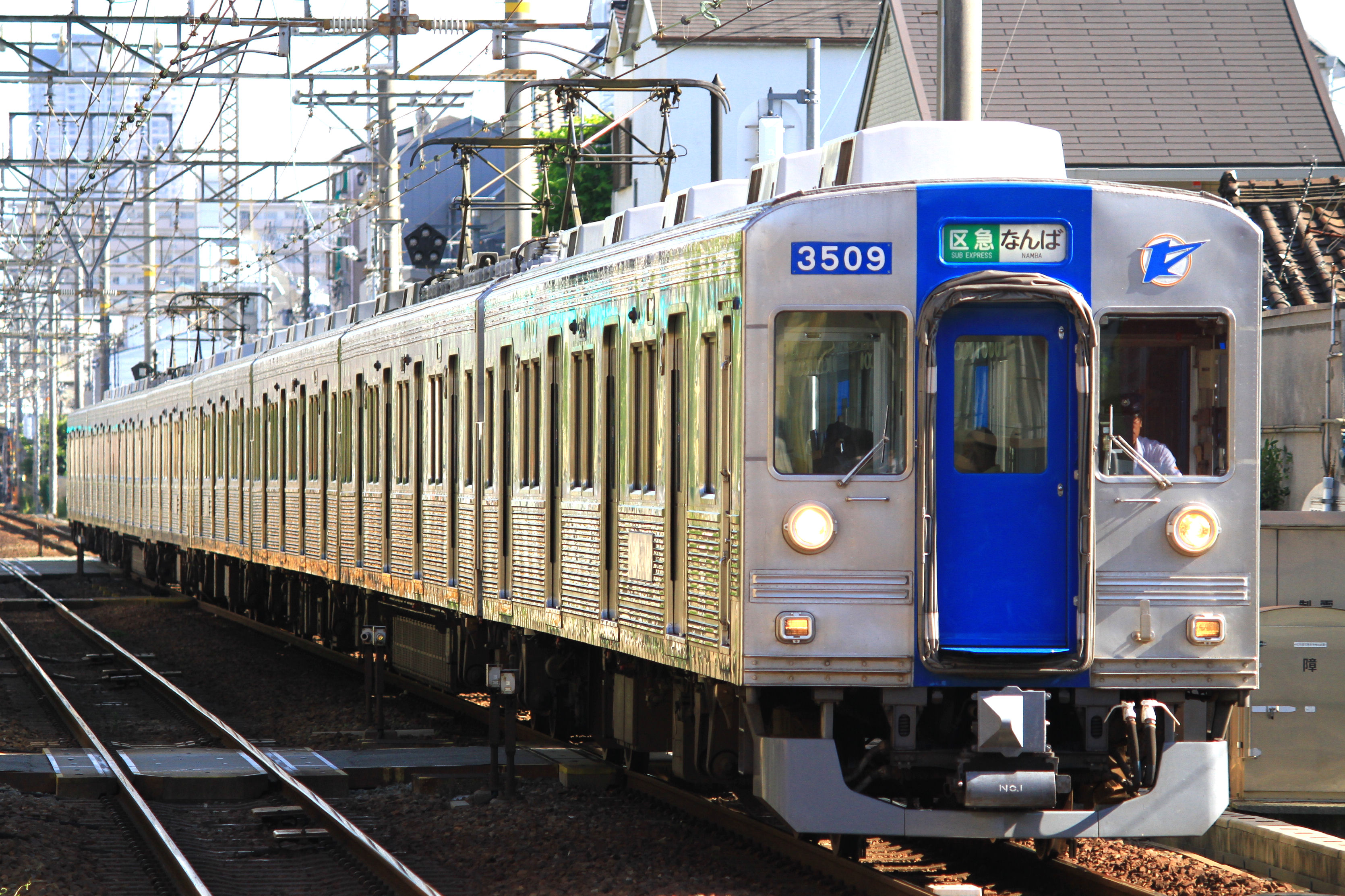
3000系

### 鋼索線
- N10・20形 - コ11・21形に代わる新型ケーブルカーとして2019年春に運行開始[9]。

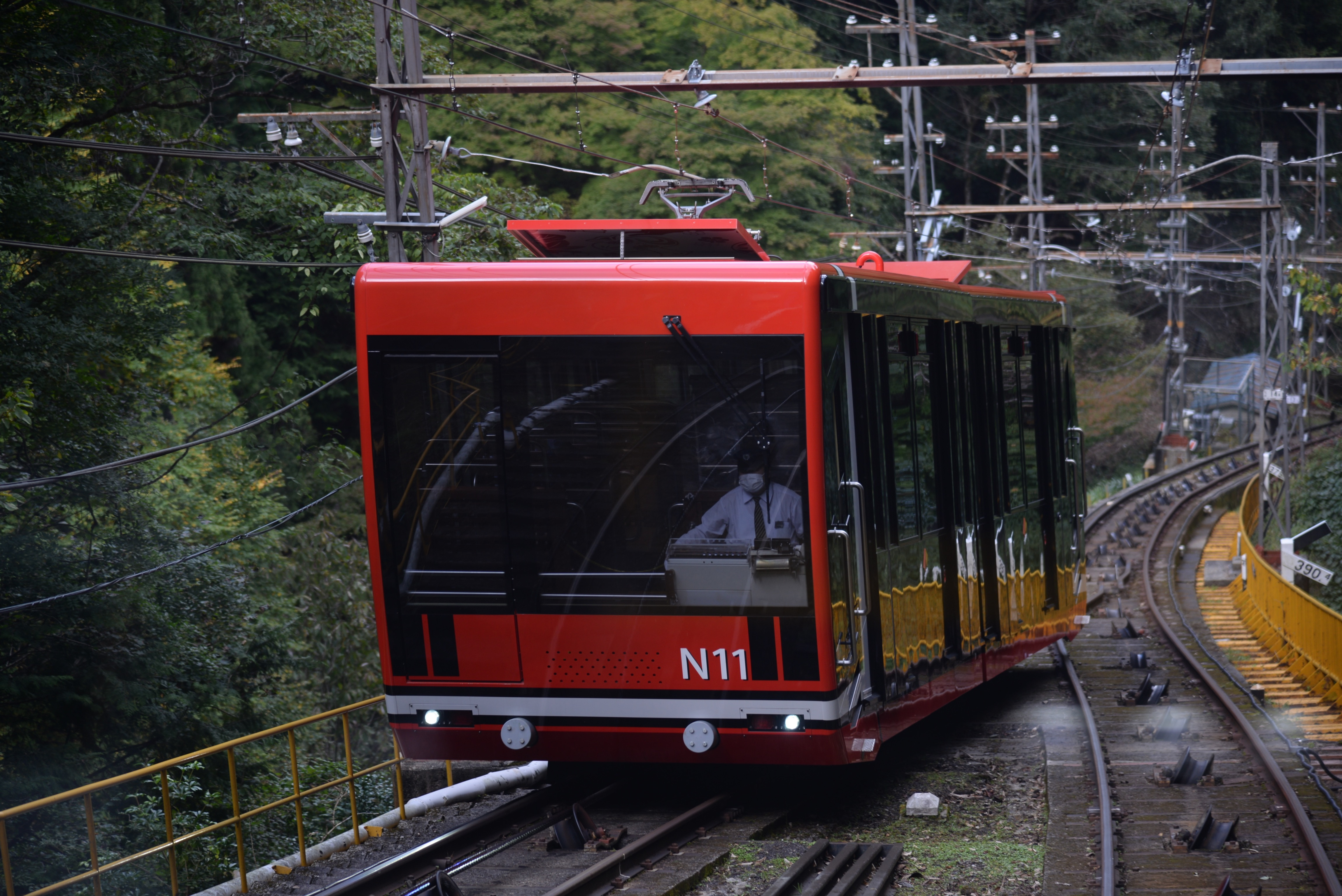
N10・20型

## 過去の車両
複数の路線で使用された形式が多く、下記の分類は大まかなものである。

### 電車
- 南海線系統
  - 電1形

1907年（明治40年）に、難波 - 浜寺（現・浜寺公園）及び天王寺支線の部分電化に合わせて川崎造船所で製造された南海初の電車で11両（1 - 11）あった。その後日本車輌などでも増備が進められ、総数24両に達した。主電動機はウェスティングハウス社のWH-101H形で、出力は50HP×4(149kw)。自重21.265t、車長50フィート6インチ(15m)級、定員90人の車体。レイルロードルーフ・ダブルポール・ねじ式連結器を備えた3扉の木造ボギー車で、前面は緩くカーブした3枚窓（阪急の1形などに近似している）、連結器のすぐ上にヘッドライト1灯を設置していた。登場時の塗装は、その当時発行されていた絵葉書によると車体が赤茶色、屋根が白灰色だった。連結器は備えていたが直接制御式で総括制御ができない（連結時は各車両に運転士が乗り込み電話で連絡して協調運転をしていた）[10]ため、電3形・電4形といった大型車が登場すると使いにくくなり、11 - 24は電装を解除して電4形に組み込む付随車（制御車）に改造された。改造後はほぼそのまま付随車化した電付4形（221 - 226）→クハ716形（716 - 721）、荷物室・特等室つきの電付3形（208 - 210）→クハユニ505形（508 - 510）、郵便室・荷物室つきの電付2形（205 - 207）→クハユニ505形（505 - 507）の3形式に分かれた。電1・2形は1931年（昭和6年）に19両が鋼体化改造名義で台車と主電動機を流用してモハ121形に改造され（さらにうち2両及び、同形の車体を持つ制御車クハ715が高野線大運転用のモハ1321形に再改造されている）、電付2形も同様の改造でクハユニ505形→クハユニ1851形となった。電1形〜電3形には、1501形製造に伴う供出車として淡路交通など地方私鉄に譲渡された車両や、鋼体化改造で不要になった車体のみが地方私鉄に譲渡された車両もある[11]。
  - 電2形

1911年（明治44年）に製造された電1形の増備車で12両（101 - 112）あった。基本仕様は電1形とほぼ同じだが、総括制御が可能になっている他、運転台の前後寸法確保[12]のため、前頭部が半円形になり、このため正面のカーブが強くなったことで前面窓が3枚から5枚に変更されているほか車長も52フィート6インチ(16m)級に伸びている[10]。大正期の南海電車の標準タイプとして「丸電」の愛称で親しまれ、主に難波 - 和歌山市間の直通列車に使用された。その後は制御用バッテリーが不調であったため、電1形の一部と同様に制御車化され電付8形→クハ704形（704 - 715）となった。
  - モユニ1041形・クハ1821形（電3形・電付1形）

1913年（大正2年）汽車製造で10両（151 - 160）が製造された。主電動機はAEG社のU110形で出力は98HP×4(292kw)、自重は33.25t、56フィート10インチ(17m)級の大型車、定員は100人で、電2形とほぼ同様の前面5枚窓のスタイルながら乗降扉は片側2扉、前面は南海電車初の貫通路つきとなった。また、側面戸袋窓は楕円形でどこかアメリカ風のスタイルだった。1939年（昭和14年）に簡易半鋼車化の上郵便室と荷物室を設置してモユニ1041形となり、1973年（昭和48年）の荷物輸送廃止により廃車された。電付1形（201 - 204）は南海初の電車用の付随車で、車長は電3形と同じだが自重は24.0t、定員は特等8人、並等50人となっている、電3形とMT編成を組み、戸袋窓が通常の角形になっている以外は電3形と同様のスタイルだったが、日本の電車史上初めての便所付き車両となっている[10]。
  - モハ1031・モハ1061・モハ1301形（電4形）

1921年（大正10年）、川崎造船所などで20両（161 - 180）が製造された。主電動機は電3形と異なり、GE社の244A形で出力は105HP×4(313kw)、自重は33.25t、車長は55フィート3.5インチ(17m)級で定員は100人。前面5枚窓で片側3扉・前面非貫通のスタイル。新製時はトロリーポールとねじ式連結器を備えていたが、電7系が登場する1924年（大正13年）ごろにパンタグラフと自動連結器に換装された。1939年（昭和14年）に簡易半鋼車化されている。
  - モハ101形（2代）→モハ521形・モユニ521形（電5形）

1921年（大正10年）に、川崎造船所兵庫工場で22両（101 - 122）が製造された。主電動機は電1形の電装解除の際の発生品であるウェスティングハウス社のWH-101H形で、出力は50HP×4(149kw)。自重23.5t、車長52フィート10インチ(16m)級、定員90人の前面5枚窓・片側2扉の木造車。1940年（昭和15年）に一部が木造車体のまま郵便室・荷物室を設置してモユニ521形となり、1948年（昭和23年）には1501形製造に伴う供出車として4両（モユニ521 - 524）が福井鉄道へ譲渡され80形となった。また、モハ120はモハ1027として加太線で使用された後淡路交通に譲渡されモハ1000型モハ1011に、モハ117・118はモユニ521形（モユニ525・526）となった後淡路交通に譲渡され、モハニ1000型1004・1005となった。
  - 1001形（電7系、電7形＋電附5形＋電7形＋電附6形）

1924年（大正13年）から10編成が制作された4両で編成を組んで運用されていた急行電車。詳しくは付随車ともに該当記事参照。
  - 1000系（初代）（四国号）
  - 1501形
  - 1521系
  - 1551形
  - 2001形（電9形・電付12形）
  - 2051系
  - 2200系高野線用改造車（元ズームカー・支線用）
  - 7000系（初代）
  - 11001系
  - 12001系
  - 簡易半鋼車
- 高野線系統
  - 大阪高野鉄道電1形

1912年（明治45年）に高野線の前身・大阪高野鉄道が梅鉢鉄工所で製造したレイルロードルーフ・ポール集電の木造2軸単車で15両あった。その後も、主電動機がGE社の218B形で出力は70HP×4(208kw)、自重は21.25t、車長47フィート10インチ(14.5m)級、定員90人の片側3扉のボギー車となった改良型の増備が進められ、南海合併後の1921年（大正10年）には3両が増備され、総数26両となった。13 - 15の3両が後に駿豆鉄道を経て西武鉄道に譲渡され、多摩湖線用のモハ10形となった。また、ボギー車のうち2両は1925年（大正14年）に水間鉄道に譲渡され、1949年（昭和24年）まで使用された。電装解除でクハ1841形となった2両は1944年（昭和19年）にクハ1835形（電5形）1両と共に簡易半鋼車化されクハユ1871形となったが、翌1945年（昭和20年）の堺空襲で3両とも堺東車庫で焼失、改造後わずか1年で廃車となった。
  - モハ701形（電6形）

高野線の急勾配区間用に1927年（昭和2年）に製造された、主電動機は高野線用のためGE社の218B形で出力は70HP×4(208kw)、自重は28.8t、前面5枚窓で3扉の52フィート5.5インチ(15m)級木造ボギー車で定員は90人。1939年（昭和14年）に簡易半鋼車化され、高野線で急勾配区間への乗り入れに使用されていた。1949年（昭和24年）に電装解除されてクハ1818形クハ1818・1819となり、以後は南海線で使用されて1967年（昭和42年）に廃車された。なお、電6・8形には高野山電気鉄道101形からの編入車も存在した。
  - モハ101形→モハユ751形・モハ1021形（電8形）

電6形と共に高野線の急勾配区間用に1926年（大正13年）に製造された、主電動機は大阪高野鉄道電1形から流用したためGE社の218B形で出力は70HP×4(208kw)、自重は29.5t、前面5枚窓で3扉の52フィート5.5インチ(15m)級木造ボギー車で定員は90人。後に50‰の高野山電気鉄道との直通運転（大運転）に際して回生ブレーキが追加された。戦後は主に加太線で使用され、1962年（昭和37年）に廃車された。1936年（昭和11年）には2両（モハ125・126）が郵便室を設置してモハユ751形（モハユ751・752）となり、さらにモハユ751は1959年（昭和34年）に北丹鉄道に譲渡され、客車化されてハニ11となった。モハ132→モハ1025は1956年（昭和31年）に淡路交通に譲渡されモハ1000型モハ1010となり、またモハ1024はズームカーの開発に当たって電装品および台車の試験車モハ1に改造され、上半グレー、下半赤のツートンカラーに塗られた。
  - 561形（高野山電気鉄道101形）
  - 1251形
  - クハ1900号（初代「こうや号」）
  - 2200系高野線用改造車（元ズームカー・汐見橋線用）
  - 3801形（客車代用）
  - 6100系
  - 8000系（初代）
  - 8200系
  - 20000系（2代「こうや号」・デラックスズームカー）
  - 21000系（ズームカー）
  - 22000系（ズームカー）
- 貴志川線（現・和歌山電鐵貴志川線） 
  - 2200系貴志川線用改造車（元ズームカー）

和歌山電鐵にそのまま継承され、現在も運行中。
  - 1201形
  - 21201系
  - モハ1051形（モハ1051 - 1058）
  - クハ1801形（クハ1801 - 1804）

共に元高野線1251形グループ、雑多車両の置き換え用。
  - キ100形（キ101 - 103）→モハ100形（モハ103）

ガソリンカーから1両のみ電車に改造。
  - キハニ200形（キハニ201・202）→モハ200形（モハ201・202）

ガソリンカーから荷物室撤去の上電車化。キハニ202は片側前面にデッキを持っていた。
  - モハ200形（モハ205・206）

元江若鉄道のガソリンカーキハニ1・2、荷物室撤去の上電車化。
  - モハ300形（モハ300）

元南海軌道線電2形モ57。
  - モハ500形（モハ501・502）→モハ600形（モハ603）・クハ800形（クハ804）

元東京急行電鉄の制御車クハ3141・3411を電装した車輛、後にそれぞれ阪急51系84と阪急1形8の車体に載せ替えている。
  - モハ600形（モハ601・602・605）

モハ601・602は阪急から譲り受けた51系66・76の車体を、モハ605は阪神から譲り受けた701形702の車体を電装した車輌。
  - クハ800形（クハ801 - 803）

クハ801は元芸備鉄道のガソリンカーで前面4枚窓の片ボギー車、クハ802・803は元片上鉄道のガソリンカーで前後にデッキを持つ。
  - サハ1821形（サハ1821・1827）

元南海本線の簡易半鋼車クハ1821・1827、ラッシュ時の増結用。

### 電気機関車
- ED5105形
- ED5121形
- ED5151形
- ED5161形
- ED5201形

### 蒸気機関車
- 南海線・高野線系統
  - 1形（1 - 5）
  - 2形（6）
  - 3形（7・8）
  - 4形（和歌・芳野 → 14・15）
  - 5形（浪花・住江・吾妻・大江 → 16 - 19）
  - 6形（9 - 12）
  - 7形（13）
  - 8形（20 - 22）
  - 臨2（旧大阪高野鉄道 2）
  - 臨3（旧大阪高野鉄道 3）
  - 臨4（旧大阪高野鉄道 4）
  - 臨5（旧大阪高野鉄道 5）
  - C10001形
- 貴志川線
  - 1号

1911年コッペル製、最大寸法5,370×1,639×2,805、運転整備重量8.8t、実用最大蒸気圧12kgf/cm2のBタンク。山東軽便時代の車輌で、1940年に宮崎鉄道に売却された。
  - 2・3号（詳細不明、電化前後に売却された模様）
  - 4号

1921年コッペル製、最大寸法5,996×1,986×3,494、運転整備重量11.98t、固定輪軸距離1,600mm、実用最大蒸気圧12.4kgf/cm2のBタンク。1924年5月27日付で加太鉄道から購入し営業認可された。1951年1月20日付で有田鉄道に譲渡され5号に改番している。
  - 1001号

1894年ボールドウィン製、浪速鉄道→関西鉄道→国鉄〈鉄道作業局→帝国鉄道庁→鉄道院〉→宮崎県営鉄道→国鉄〈鉄道省〉→大和鉄道→和歌山鉄道と渡り歩いた。最大寸法7,809×2,270×3,410、実用最大蒸気圧10kgf/cm2のCタンク。
  - 1250号

1923年川崎造船兵庫工場製。湊鉄道〈茨城県〉→新宮鉄道〈JR紀勢本線の前身〉→国鉄を経て和歌山鉄道に導入された。

### 気動車
- 南海線系統
  - キハ5501形・5551形

「きのくに」などいわゆる「南紀直通（昼行）急行」に充当。

### 客車
- 南海線系統
  - サハ4801形

いわゆる南紀直通（夜行）急行列車に充当。
- 貴志川線
  - ハ1形（ハ1 - 8）

ハ1・3 - 6は1916年、ハ2・7・8は1917年に梅鉢工場で製造。最大寸法 7,502×1,718×3,772、自重6.41t、定員40〈座席28〉人、レイルロードルーフの二軸木造客車。ハ2・6 - 8は1943年5月1日付で大江山ニッケル工業〈加悦鉄道〉に売却され、残るハ1・3 - 5も1951年2月に廃車。

### 貨車
- 貴志川線
  - ト11形（ト11・ト12）

1919年4月、梅鉢工場製の5t積み無蓋貨車、自重3.3t。
  - ト100形（ト101・102）

1900年、鉄道作業局神戸工場製の9.7t積み無蓋貨車、自重5.17t。
  - ワ1形（ワ1）

1916年1月、梅鉢工場製の5t積み有蓋貨車、自重4.6t。
  - ワ10形（ワ11・12）

ワ11が1908年、ワ12が1906年製の10t積み有蓋貨車。ワ11は国鉄直通貨車でワ12は和歌山鉄道当時の国鉄東和歌山駅構内直通承認車として使用された。

なお山手線（旧・阪和電気鉄道線。現在の阪和線）の車両については阪和電気鉄道の車両を参照のこと。

### 鋼索線
- コ11・21形

## 導入予定の車両
南海では2031年開業予定のなにわ筋線への乗り入れを計画している。また、なにわ筋線直通用に「ラピート」の新型車両を設計する構想を明らかにしている。
- 特急サザン用新型車両
  - 10000系の置き換え用として2027年度以降の導入が予定されている。形式名や具体的なデザインなどは未定。[15]

## 南海における「〜系」の表記について
南海の車両の系列名はxxx1系と「末尾が1」であるように表記される場合とxxx0系と「末尾が0」であるように表記される場合があり、文献やその執筆者によって見解が分かれている上に同一の文献の中でも混在していることが多い（本項の上記の一覧も同様）。この点についての南海電鉄車両部の公式見解は次の通りである。
形式名の付番方法について
電車は電動車・制御車・付随車等を組み合わせて連結（組成）したものを基本組成と呼び、その車両を総称して「xxxx系」と呼び、その系列のなかで電動車・制御車・付随車等それぞれを「xxxx形」と呼ぶ。なお、6200系50番台以降の新形式車については、系列のなかでの電動車・制御車・付随車等の付番を以前の「xxx1形」標準(例外あり)から「xxx0形」標準へ変更している。
（例）1000系電車 （先代、四国号）の形式名について
基本組成・全車両を総称して1000系と呼び、車両別の型番に付いては車両番号1001 - 1004を1001形、車両番号1801 - 1808を1801形、車両番号1101 - 1108を1101形、1901 - 1904を1901形と呼称していた。

末尾1で終わる形式名について
1521系およびキハ5501形以降で末尾が1で終わる車系は現在では存在せず、例えば「7000系の7001形・7801形・7901形」となる（なお先述の通り、6200系50番台以降の新形式車については、「8300系の8300形・8400形・8600形・8700形」のようになる）。南海電鉄車両部が関与していない文献等においては、車系の呼び方については独り歩きをしている可能性があるので注意。
（注）なお1521系およびキハ5501形以前の車系についての公式の見解は2011年現在では不明。
（参考）現有車両（2016年4月現在）の系列名について
各々、1000系・2000系・2200系(2230系含む)・2300系・3000系・6000系・6200系・6300系・7100系・8000系・8300系・9000系・10000系・11000系・12000系・30000系・31000系・50000系と呼称する。
南海の公式ホームページ内の「鉄道博物館」においては、現存する系列は上記の見解のとおり「6100系」「50000系」のように末尾0となっている。一方、現存しない系列については「モハ2001系」「モハ1001系（ただしこれは旧貫通のこと）」「モハ11001系」「サハ4801形」などのように末尾が1となっている。上記見解中の「末尾が1で終わる車系は現在では存在せず」を逆にとると過去には存在したともとれるが、「モハ2001系」という表記はそのことを裏付けしているといえる。なお、1521系の末尾1表記は特例である（「1521系電車という表記について」参照）。
以上より、南海の車系の表記は上の一覧に記されているものが現有の車系については正確であり、また過去の車系についてもほぼ間違いではないとの見解である。